# فرودگاه صحرایی دکستر ب. فلرنس ممریال
فرودگاه صحرایی دکستر ب. فلرنس ممریال (به انگلیسی: Dexter B. Florence Memorial Field) یک فرودگاه همگانی بهره‌برداری هوایی است که یک باند فرود آسفالت دارد و طول باند آن ۱۵۲۵ متر است. این فرودگاه در کشور ایالات متحده آمریکا قرار دارد و در ارتفاع ۵۵ متری از سطح دریا واقع شده‌است.